# Sala del Pantheon del cimitero monumentale della Certosa di Bologna

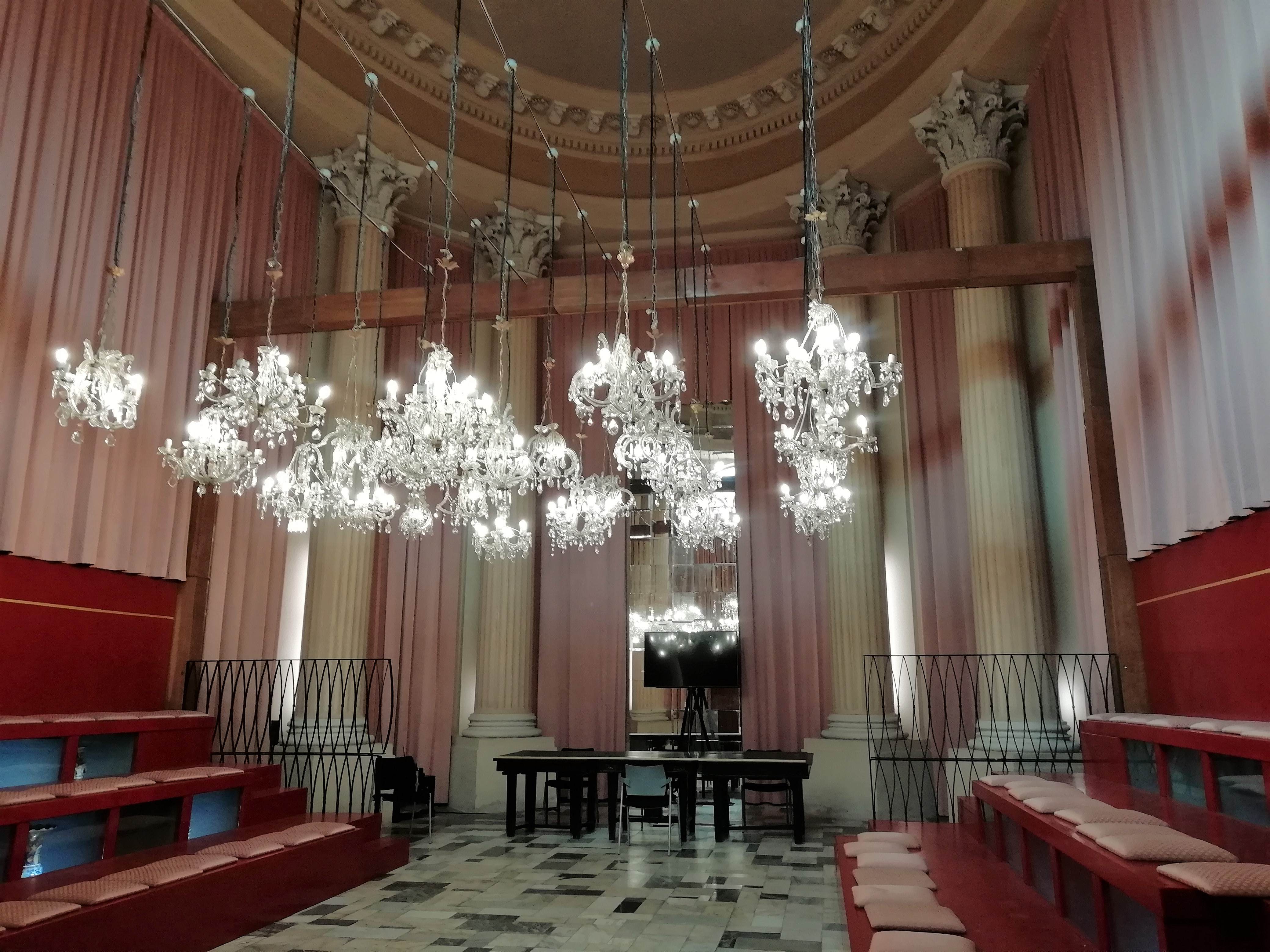
Sala del Pantheon

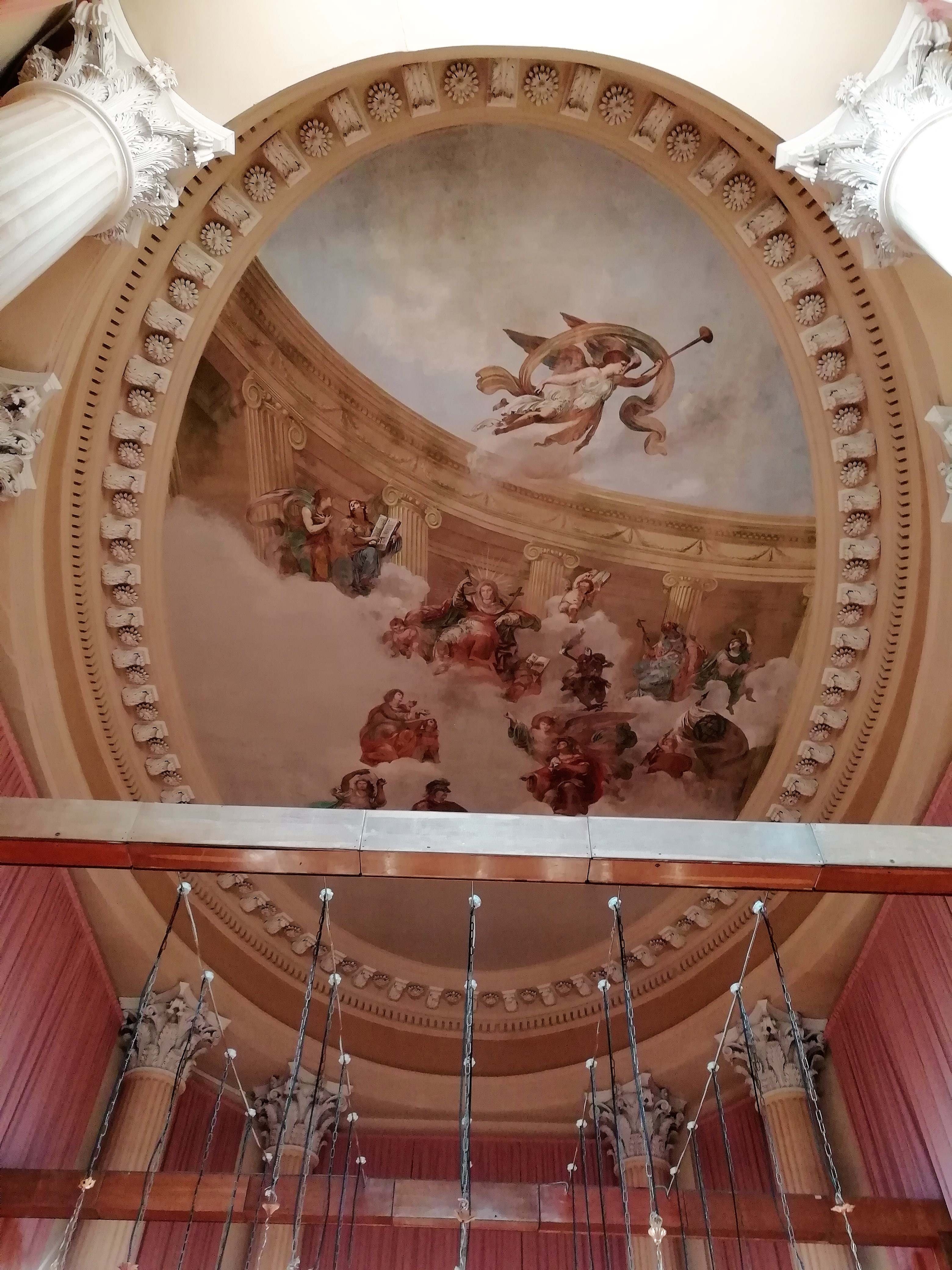
La volta affrescata da Filippo Pedrini

Il cimitero monumentale della Certosa di Bologna, è stato istituito nel 1801 riutilizzando le strutture della Certosa di San Girolamo di Casara. Nel 1822 quella che fu la cella del priore, diventò la Sala del Pantheon.

## Storia

### Il Pantheon: Sala degli Uomini Illustri e Benemeriti

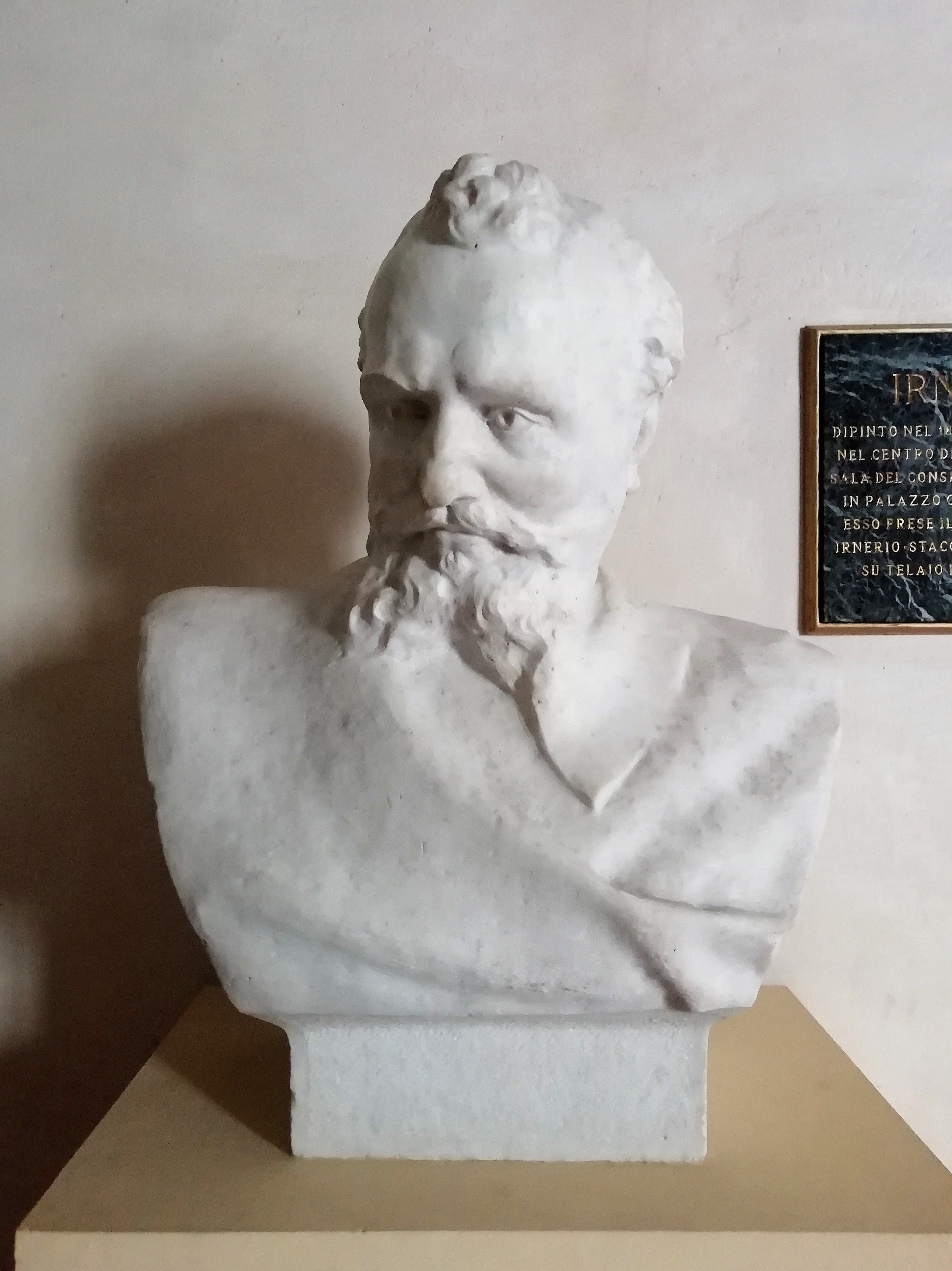
Il busto di Luigi Serra, realizzato nel 1913 per la Sala dei bolognesi illustri da Giulio Berberi, si trova a Palazzo d'Accursio.

La Sala del Pantheon si trova in quella parte dell'ex convento di San Girolamo dov'era la cancelleria.
Per scelta dell'Assunteria del Cimitero, nasce come un luogo da dedicare a cittadini che siano stati dichiarati benemeriti dalla Magistratura della città di Bologna: viene quindi nominata Sala degli Uomini Illustri e Benemeriti. 
Un primo progetto architettonico nato da un'idea di Giuseppe Gambari, affidato all'arch. Giuseppe Nadi dal 1811, prevedeva un edificio a cupola a impianto centrale, innestato con un breve raccordo a una galleria porticata. Il progetto non fu attuato per motivi finanziari.
Nel 1827 la Sala venne modificata in base ad un progetto dell'architetto Giuseppe Tubertini che la rese a pianta ellittica con quattro coppie di colonne corinzie che reggono la volta. La volta è stata affrescata da Filippo Pedrini con l'allegoria de la Religione trionfante e Felsina che presenta le scienze e le arti liberali: «Il prof. Filippo Pedrini rappresentò nella volta la Religione trionfante che siede vicino al Tempio della Immortalità, in atto di accordare a Felsina, condotta a lei davanti da un Genio, l'implorata immortalità a compimento della patria gloria di molti suoi figli, il valore e la virtù dei quali vengono simboleggiate in varie figure, che le fanno corona. In alto la Fama sparge i nomi loro immortali per le più remote contrade: nel fondo scorre il fiume Reno, il quale si mostra sotto la figura di un vecchio barbato».. Fra il XIX e il XX secolo, vennero realizzati decine di busti di uomini illustri, il primo dei quali dello scultore Giacomo De Maria dedicato ad Antonio Magnani. I ritratti marmorei dei personaggi illustri che nel tempo vennero ospitati nel Pantheon, negli anni Trenta del Novecento vennero spostati nella Sala d'Ercole del Palazzo Comunale di Bologna, successivamente nel Giardino della Montagnola ed infine nei depositi del MAMbo.
Nel sotterraneo sono ospitati 40 tumuli con lapidi prive di decorazioni.

### La Sala del Pantheon come spazio di commiato per riti laici
Negli anni novanta del secolo scorso la Sala è stata restaurata ed adibita all' accoglienza dei riti funebri di cittadini non appartenenti ai diversi credo religiosi o ad alcuna confessione.

### Il Pantheon come sala di commiato per tutti: la “Sala d'Attesa” di Flavio Favelli
(Mauro Felicori, Un luogo che conforta e fa riflettere.)
Il 1º luglio del 2007 è stato inaugurato un nuovo allestimento della Sala del Pantheon, realizzato dell'artista Flavio Favelli. L'opera, chiamata “Sala d'attesa” è una sala di commiato destinata a chiunque, fedele o laico, desideri raccogliersi in meditazione prima del rito religioso o desideri celebrare un rito laico di commiato in un luogo appositamente dedicato: è un luogo d'accoglienza aperto a chiunque voglia dare ai propri cari l'ultimo saluto. Fu l'allora Sindaco di Bologna Sergio Cofferati a presenziare all' inaugurazione..

## Busti degli uomini illustri
Tra i busti degli uomini illustri e benemeriti bolognesi, di cui 71 ricollocati nei depositi del MAMbo, si ricordano:
| Nome e Cognome                                     | Carica o professione           | Scultore              | Epoca di collocazione nella Sala del Pantheon |
| -------------------------------------------------- | ------------------------------ | --------------------- | --------------------------------------------- |
| Antonio Magnani                                    | sacerdote                      | Giacomo De Maria      | 1824                                          |
| Sebastiano Canterzani                              | professore cavaliere           | Giacomo De Maria      | 1819                                          |
| Stanislao Mattei                                   | sacerdote                      | Giacomo De Maria      | 1827                                          |
| Antonio Aldini                                     | conte                          | Giacomo De Maria      | 1827                                          |
| Giuseppe Atti                                      | professore                     | Giacomo De Maria      | ?                                             |
| Giuseppe Gambari                                   | avvocato cavaliere             | Innocenzo Giungi      | 1834                                          |
| Luigi Valeriani                                    | professore cavaliere           | Giacomo De Maria      | 1834                                          |
| Juan Ignacio Molina (indicato come Ignazio Molina) | sacerdote naturalista          | Innocenzo Giungi      | 1836                                          |
| Giovanni Aldini                                    | professore cavaliere           | Innocenzo Giungi      | 1836                                          |
| Giovanni Battista Guglielmini                      | professore cavaliere           | Innocenzo Giungi      | 1837                                          |
| Camillo Ranzani                                    | marchese professore            | Arnoaldi Veli Astorre | 1843                                          |
| Antonio Testa                                      | professore                     | Massimiliano Putti    | 1844                                          |
| Filippo Gaudenzi                                   | avvocato                       | Vincenzo Testoni      | 1843                                          |
| Lodovico Sasioli                                   | avvocato                       | Bernardo Bernardi     | 1846                                          |
| Filippo Schiassi                                   | conte sacerdote                | Carlo Barozzi         | 1845                                          |
| Giuseppe Venturoli                                 | professore                     | Cesare Gibelli        | 1847                                          |
| Giuseppe Mezzofanti                                | cavaliere                      | Cesare Gibelli        | 1851                                          |
| Giovanni Battista Magistrini                       | cardinale professore           | Massimiliano Putti    | 1849                                          |
| Luigi Galvani                                      |                                | Giuseppe Pacchioni    | 1863                                          |
| Paolo Costa                                        |                                | Stanislao Sammarchi   | 1863                                          |
| Antonio Silvani                                    | professore cavaliere           | Giuseppe Pacchioni    | 1866                                          |
| Giovanni Marchetti                                 |                                | Alfonso Bertelli      | 1863                                          |
| Massimiliano Angelelli                             | marchese                       | Carlo Monari          | 1863                                          |
| Michele Medici                                     | professore                     | Prudenzio Piccioli    | 1863                                          |
| Antonio Alessandrini                               | professore cavaliere           | Bernardi Bernardo     | 1863                                          |
| Pelagio Palagi                                     | professore                     | Prudenzio Piccioli    | 1863                                          |
| Francesco Mondini                                  | professore                     | Paolo Aleotti         | 1872                                          |
| Antonio Bertoloni                                  | professore                     | Carlo Monari          | 1872                                          |
| Gioachino Rossini                                  | cavaliere                      | Salvino Salvini       | 1872                                          |
| Paolo Venturini                                    | padre                          | Enrico Barberi        | 1880                                          |
| Giovanni Battista Fabbri                           | professore cavaliere           | Stefano Galletti      | 1879                                          |
| Anna Manzolini                                     |                                | Carlo Monari          | 1879                                          |
| Francesco Rocchi                                   | professore cavaliere           | Enrico Barberi        | 1879                                          |
| Antonio Zanolini                                   | avvocato commendatore senatore | Giuseppe Pacchioni    | 1880                                          |
| Carlo Berti Pichat                                 | senatore                       | Carlo Monari          | 1880                                          |
| Faustino Malaguti                                  |                                | Salvino Salvini       | 1881                                          |
| Giuseppe Bianconi                                  | professore                     | Luigi Properzi        | 1880                                          |
| Francesco Rizzoli                                  | professore                     | Carlo Parmeggiani     | 1884                                          |
| Gioan Battista Martini                             | padre                          | Diego Sarti           | 1884                                          |
| Marco Minghetti                                    |                                | Diego Sarti           | ?                                             |
| Giovanni Battista Ercolani                         | professore                     | Diego Sarti           | 1889                                          |
| Carlo Pepoli                                       | conte                          | ?                     | ?                                             |
| Giovanni Vicini                                    | avvocato                       | Diego Sarti           | 1889                                          |
| Stefano Golinelli                                  |                                | Silverio Montaguti    | 1906                                          |
| Enrico Panzacchi                                   |                                | Silverio Montaguti    | 1911                                          |
| Luigi Serra                                        |                                | Enrico Berberi        | 1913                                          |
| Giosuè Carducci                                    |                                | Silverio Montaguti    | 1925                                          |
| Antonio Aldini                                     |                                | Giacomo De Maria      | post 1927                                     |
| Giovanni Aldini                                    |                                | Giuseppe Pacchioni    | ?                                             |
| Giovanni Luigi Malvezzi de' Medici                 |                                | Francesco Bonola      | ?                                             |
| Carlo Alberto Pizzardi                             |                                | Pasquale Rizzoli      | 1931                                          |